# Wilhelm Kotarbiński

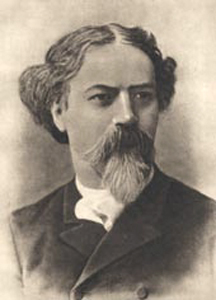
Wilhelm Kotarbiński, etwa 1900

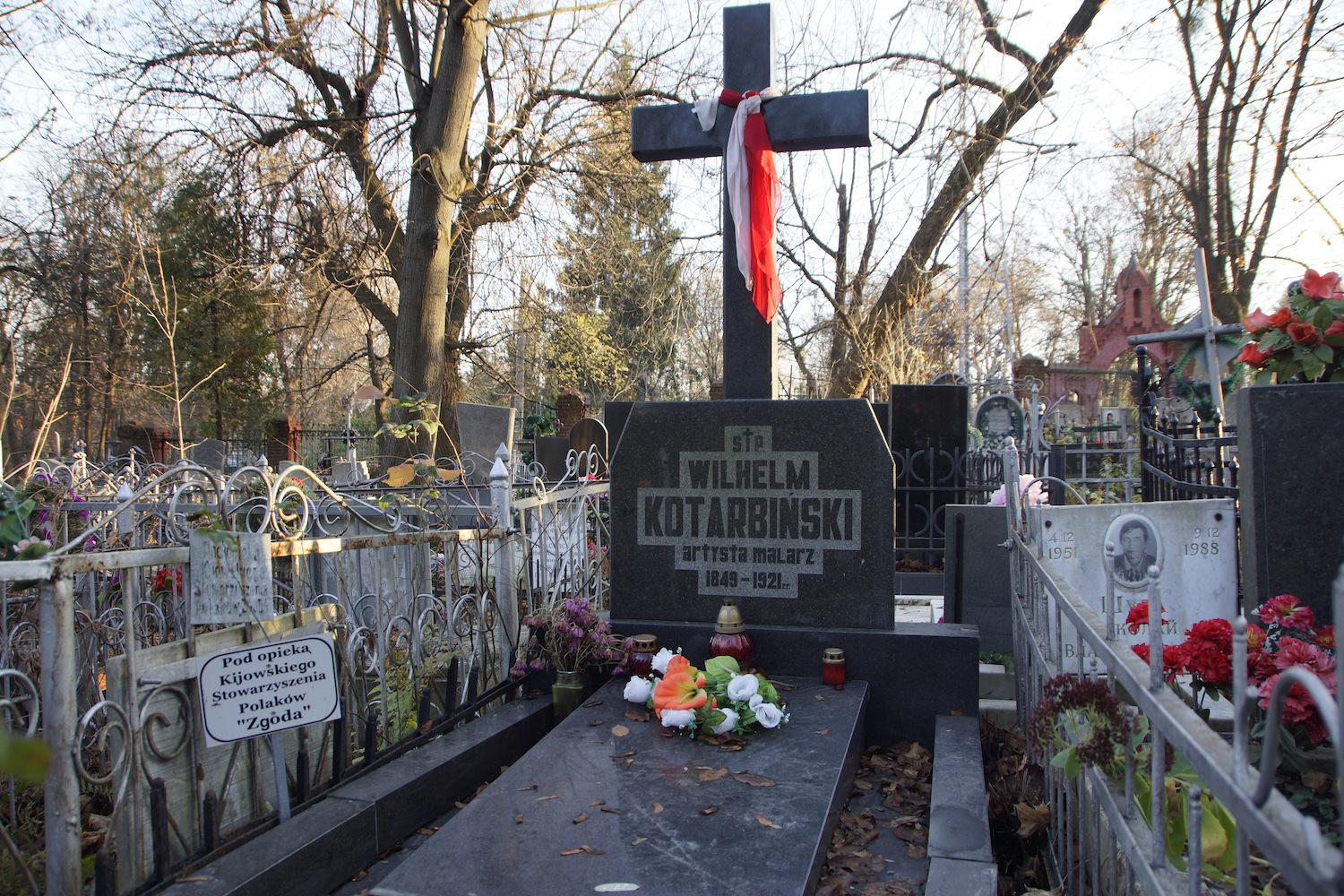
Kotarbińskis Grab auf dem Kiewer Baikowe-Friedhof

Wilhelm Kotarbiński (russisch Василий Александрович Котарбинский Wassili Alexandrowitsch Kotarbinski; * 30. November 1848 in Nieborów, Kongresspolen, Russisches Kaiserreich; † 4. September 1921 in Kiew, Ukrainische SSR) war ein polnischer Kunstmaler des Akademismus, Symbolismus und der Moderne.

## Leben
Kotarbiński kam im Dorf Nieborów in der heutigen Woiwodschaft Łódź zur Welt und verbrachte dort seine Kindheit. Sein Vater Alexander stammte aus verarmten polnischen Adel und seine Mutter war deutscher Abstammung.
Malerei erlernte er an der Warschauer Zeichenklasse unter der Leitung von Rafał Hadziewicz und ab 1872 an der Accademia di San Luca in Rom. Nach seinem Abschluss eröffnete er dort ein Atelier, wo er auch Zeichenkurse gab. Er kehrte 1888 nach Polen zurück und wohnte im belarussischen Gouvernement Minsk auf seinem Gut Kalsk (oder Kulsk), hielt sich aber auch regelmäßig in Kiew auf, wo er im Praga Hotel ein Atelier besaß. In Kiew wurde er Gründer der Gesellschaft der Kiewer Künstler und arbeitete an den Fresken der Wladimirkathedrale.
Er starb 72-jährig in Kiew und wurde dort auf dem Baikowe-Friedhof bestattet.

## Werk
Seine Werke waren hauptsächlich Kompositionen zu biblischen oder antiken Themen, aus dem Leben des alten Orients, Griechenlands und Roms. Er malte darüber hinaus Landschaften sowie fantastische, allegorische und symbolische Szenen. Sein Werk zeichnete sich durch die Verwendung raffinierter Farben, freier Technik, spezifischer Stilisierung von Formen und einer spezifischen, oft mysteriösen Stimmung aus.
Seine Bilder befinden sich unter anderem in Museen wie dem Nationalmuseum Warschau und dem Nationalen Museum Taras Schewtschenko in Kiew. Viele seiner Bilder wurden auch versteigert: So erzielte sein Gemälde Venezianische Serenade 2015 einen Preis von 409.912 US-Dollar.

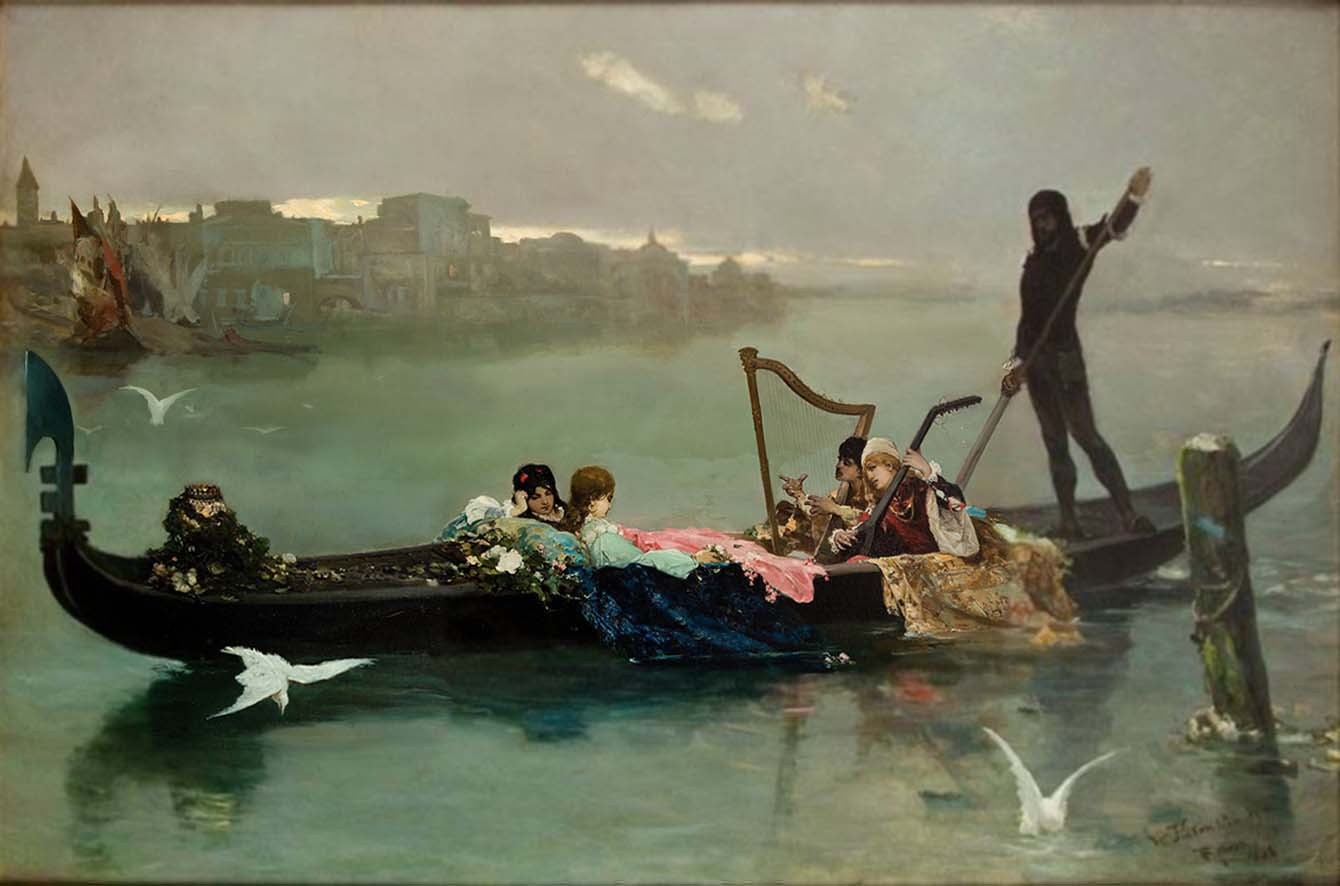
Venezianische Serenade, 1881
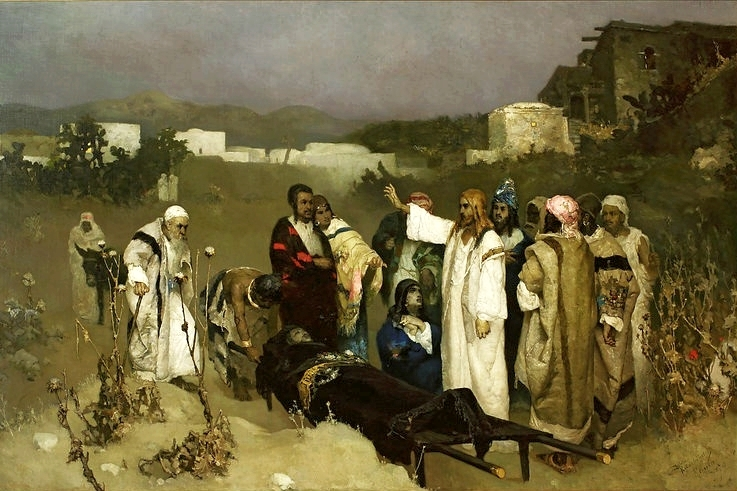
Auferstehung des Sohnes der Witwe von Naïn, 1879, Nationalmuseum Warschau